# تهوية عالية التردد
التهوية عالية التردد هي نوع من التهوية الميكانيكية التي تستخدم معدل تنفس أكبر من أربعة أضعاف القيمة العادية، أي معدل > 150 نفسًا في الدقيقة) وأحجام مدية صغيرة جدًا. يُعتقد أن التهوية عالية التردد تقلل من إصابة الرئة المرتبطة بجهاز التنفس (في أيه إل آي)، خاصة في سياق متلازمة الضائقة التنفسية الحادة وإصابة الرئة الحادة. يشار إلى هذه الطريقة عادة باسم التهوية الواقية للرئة. تتواجد أنواع مختلفة من التهوية عالية التردد ولكل نوع ميزاته وعيوبه الفريدة. تختلف أنواع التهوية عالية التردد عن بعضها بنظام التوصيل ونوع مرحلة الزفير.
يمكن استخدام التهوية عالية التردد بمفردها أو بالمشاركة مع التهوية الميكانيكية التقليدية. لا تتمتع الأجهزة التي تحتاج إلى تهوية ميكانيكية تقليدية بنفس التأثيرات الوقائية للرئة مقارنة بالأجهزة التي تعمل بدون تنفس مدي. تختلف المواصفات والقدرات حسب الشركة المصنعة للجهاز.

## الفيزيولوجيا
في التهوية التقليدية التي تتجاوز فيها الأحجام المدية الحيز الميت، يرتبط تبادل الغازات إلى حد كبير بالتدفق الكلي للغاز إلى الحويصلات الهوائية. في التهوية عالية التردد، تكون الأحجام المدية المستخدمة أصغر من الحيز الميت التشريحي والمرتبط بالمعدات، وبالتالي تحدث آليات بديلة لتبادل الغازات.

## الإجراء
- طريقة فوق المزمار: تعد طريقة فوق المزمار مفيدة، إذ تتيح الحصول على ساحة جراحية خالية تمامًا من الأنابيب.
- طريقة تحت المزمار.
- طريقة عبر الرغامى

## التهوية النفاثة عالية التردد (منفعل)
في المملكة المتحدة، يشيع استخدام جهازي ميسترال أو مانسون للتهوية النفاثة (أجهزة أكروترونيك الطبية). في الولايات المتحدة، يعد جهاز بنيل لايف بالس للتهوية النفاثة الأكثر استخدامًا.
تقلل التهوية النفاثة عالية التردد من حركة الصدر والبطن وتسهل الإجراءات الجراحية التي قد تتأثر فيها مدة الإجراء ونجاحه بشدة بأي حركة بسيطة سواء كانت ناتجة عن التهوية بالضغط الإيجابي العفوي أو المتقطع (مثل استئصال الرجفان الأذيني). لا تتيح التهوية النفاثة عالية التردد تحديد الحجم المدي، وأخذ عينات من غاز ثنائي أكسيد الكربون الزفيري (ولذلك يجب استخدام اختبار غازات الدم الشريانية بانتظام لقياس ضغط ثنائي أوكسيد الكربون). في التهوية النفاثة عالية التردد، تُطبق نفاثة ذات ضغط جريان محدد، يتبعها زفير منفعل لمدة زمنية قصيرة جدًا قبل توصيل النفاثة التالية، ما يخلق «ضغط نهاية زفير إيجابي تلقائي» (ناتج عن ضغط التوقف الذي تحدثه التهوية النفاثة). يعد خطر فرط تزويد الرئتين بالهواء الذي يتسبب في الرضح الضغطي واسترواح الصدر منخفضًا ولكنه ليس صفرًا.
يكون الزفير في التهوية النفاثة عالية التردد منفعلًا (أي يعتمد على حركة الرئة المنفعلة وارتداد جدار الصدر) في حين تنتج حركة الغازات في التهوية التذبذبية عالية التردد عن الحركة الداخلة والخارجة للغشاء المذبذب المكبر للصوت. بالتالي، ينتج كل من الشهيق والزفير في التهوية المتذبذبة عالية التردد بشكل فاعل عن الغشاء المتذبذب، ولا يكون الزفير المنفعل متاحًا.